# Robert Loggia
Salvatore Loggia (n. 3 ianuarie 1930 – d. 4 decembrie 2015), cunoscut sub numele de Robert Loggia, a fost un actor și regizor american. El a fost nominalizat pentru Premiul Oscar pentru cel mai bun actor pentru Jagged Edge (1985) și a câștigat Premiul Saturn pentru cel mai bun actor într-un rol secundar pentru Big (1988).

## Viața timpurie
Salvatore Loggia s-a născut la Staten Island, New York, pe 3 ianuarie 1930, avându-i ca părinți pe Biagio Loggia, un cizmar născut în Palma di Montechiaro, Agrigento, Sicilia, și Elena Blandino, casnică, născută în Vittoria, Ragusa, Sicilia. A crescut în cartierul Mica Italie. 
După ce a servit în Armata Statelor Unite, s-a căsătorit cu Marjorie Sloan în 1954, și a început o lungă carieră după Actors Studio, unde a avut-o ca profesor pe Stella Adler.

## Cariera
La vârsta de 25 de ani, și-a făcut debutul pe Broadway în Omul Cu Brațul de Aur în 1955.

## Viața personală
Loggia a fost căsătorit cu Marjorie Sloan, din 1954 până în 1981, cu care a avut trei copii: Tracey (actriță), John (un designer de producție), și Kristina (actriță). Loggia și Sloan au divorțat în anul 1981.
În 1982, Loggia s-a căsătorit cu Audrey O'Brien. Loggia și O'Brien au rămas căsătoriți până la moartea sa în 2015.

### Boala și moartea
În 2010, Loggia a fost diagnosticat cu boala Alzheimer. El a murit pe 4 decembrie 2015, din cauza complicațiilor bolii, la casa sa din Brentwood în apropiere de Los Angeles, la vârsta de 85 de ani.

## Filmografie selectivă
- 1956 Cineva acolo sus mă iubește (Somebody Up There Likes Me), regia Robert Wise
- 1975 Columbo (Serial TV)
- 1978 Răzbunarea Panterei Roz (Revenge of the Pink Panther), regia Blake Edwards
- 1980 Piedone în Egipt (Piedone d’Egitto), regia Steno (Stefano Vanzina)
- 1981 S.O.B., r. Blake Edwards
- 1982 Ofițer și gentleman (An Officer and a Gentleman), regia Taylor Hackford
- 1982 Pe urmele Panterei Roz (Trail of the Pink Panther), r. Blake Edwards
- 1983 Psycho II, r. Richard Franklin
- 1983 Scarface, r. Brian De Palma
- 1985 Onoarea familiei Prizzi (Prizzi’s Honor), r. John Huston

## Distincții
În 2010, Loggia a fost distins cu Medalia de Onoare a Insulei Ellis, în semn de recunoștință pentru eforturile sale umanitare.
Pe 17 decembrie 2011, Loggia a primit din partea Universității din Missouri cu o diplomă de onoare pentru cariera lui și eforturile sale umanitare.

## Legături externe
- en Robert Loggia la Internet Broadway Database
- Robert Loggia la Internet Movie Database
- en Robert Loggia la Internet Off-Broadway Database